# 겐로쿠 지진
겐로쿠 지진(일본어: 元禄地震 げんろくじしん[*])은 양력 1703년 12월 31일(겐로쿠 16년 11월 23일) 오전 2시경 일본 간토 지방에서 일어난 대지진이다. 진원지는 사가미 해곡이 지나가는 보소반도 남쪽으로 현대 일본 지바현 노지마자키곶 남쪽 해역이다. 최대 규모는 M7.9-8.5로 추정된다. 겐로쿠 대지진(일본어: 元禄大地震, 일본어: 元禄の大地震)으로도 불리며, 다이쇼 간토 대지진과 대비하여 겐로쿠 간토 지진(일본어: 元禄関東地震)이라는 말도 쓰인다.
1923년에 일어난 간토 대지진과 유사한 해구형지진인데다가 진원 분포도도 거의 비슷해 1923년 지진 이전에 일어났던 사가미 해곡 거대지진으로 간주하고 있다. 지각 변동은 1923년의 지진보다 겐로쿠 지진이 매우 크게 일어났다. 대규모 지각변동으로 진원지인 미나미보소는 해저 지역이 융기하여 하안단구인 겐로쿠 단구(元禄段丘)를 만들었고, 노지마곶은 해안가의 작은 섬에서 일본 열도에 붙은 곶으로 바뀌었다.
에도 시대 중기 겐로쿠에서부터 호에이 연호 시기까지 일어난 거대한 지진 및 화산 분화 중 하나이다. 겐로쿠 지진 4년 후인 호에이 4년(1707년)에는 규모 M8.4-8.6(Mw8.7-9.3)의 호에이 지진과 후지산이 분화한 호에이 대분화가 일어났다.

## 지진
겐로쿠 16년 11월 23일 을축시 축각(현대의 연표에서 양력 1703년 12월 31일 오전 2시경), 일본 간토 지방에서 지진으로 인한 강한 흔들림을 느꼈다. 일본의 여러 고문서에서는 "22일 밤 축각"이나 "22일 밤 8쓰"라고 적혀 있는 경우가 많은데, 당시 하루의 경계가 그리 중요하지 않아 "밤 축각"(夜丑刻)이라고 하면 현대의 역법에서는 자정을 지나 다음 날 "축각"을 가리키는 말이다.
야나기사와 요시야스가 작성한 "악만당년록"(楽只堂年録)에서는 "8각 경 전례없는 대지진으로 요시야스와 요시사토가 급하게 성으로 들어가는데 오테 해자의 물이 다리를 넘겨 넘쳐버려 흔들릴 정도"라고 하며, 에도성의 오테 문에 있는 해자 물이 넘칠 정도라고 기록되어 있다.
오와리번의 오타타미봉(御畳奉)으로 가고 있던 아사히 시게아키의 일기인 오무리주기(鸚鵡籠中記)에서는 "축시 2점에 지진이 일어났다. 지진은 매우 격렬하였다. 지진으로 다시 돌아갔다"라고 적혀 있다. 나고야 지역에서는 긴 지진동을 느꼈으며 여진이 있었던 것으로 기록되어 있다. 또한 공경인 모토히로 고노에의 일기인 "고노에 공기"(基煕公記)는 지진 당시 "한밤중에 흰 빛이 보일 정도로 밝게 비쳤다"고 하는 등 발광 현상이 있었다는 기록도 있다. 또한 고후 도쿠카와가를 모시던 아라이 하쿠세키의 오리타쿠시바노키(折りたく柴の記)에서 "겐로쿠 16년 말인 11월 23일 한밤중에 누군가 지나가는 것처럼 땅이 엄청나게 흔들렸다"고 하는 지진 체험기를 기록했다.
겐로쿠 지진과 같은 날 거의 같은 시각에 분고에서도 강한 지진이 일어나 후나이번 유후인 온천에 큰 피해를 입었다는 기록이 있다.

### 각지의 진도
에도보다는 사가미만 연안 지역에서 주택 붕괴 피해가 많았으며, 진도7로 추정되는 지역도 사가미만 및 보소반도 남부에 집중되어 있다. 무쓰와 교토에서도 겐로쿠 지진의 지진동을 느꼈다.
| 가도                                                              | 추정 진도 |
| ----------------------------------------------------------------- | --- |
| 기나이                                                            | 교토(e), 나라(e) |
| 도카이도 (슈쿠)                                                   | 에도(5-6) - 시나가와(5-6) - 가와사키(6) - 가나가와 - 호도가야 - 도쓰카(7) - 후지사와(6-7) - 히라쓰카(7) - 오이소(6-7) - 오다와라(7) - 하코네(6) - 미시마(5-6) - 누마즈(5) - 하라 - 요시와라 - 간바라 - 유이 - 오키쓰 - 에지리 - 후추(3-4) - 마리코 - 오카베 - 후지에다 - 시마다 - 가나야 - 닛사카 - 가케가와 - 후쿠로이 - 미쓰케 - 하마마쓰(E) - 마이사카 - 아라이 - 시라스카 - 후타가와 - 요시다 - 고유 - 아카사카 - 후지카와 - 오카자키 - 지류 - 나루미 - 미야 - 구와나 - 욧카이치 - 이시야쿠시 - 요노 - 가메야마 - 세키 - 사카시카 - 쓰치야마 - 미나쿠치 - 이시베 - 구사쓰 - 오쓰 - 교토(e) |
| 도카이도                                                          | 미토(5), 조시(5), 미네오카(7), 구쓰미(7), 세토(7), 가나마리(7), 마구라(7), 히가시초다(7), 이데노오(7), 후지와라(7), 나고(7), 구주쿠리(E), 오타키(6), 가쓰우라(6), 가쓰야마(6), 사쿠라(5), 와라비(5), 세키야도(5), 마치다(6-7), 하치오지(6), 고후(5-6), 고세이(5), 나카토미(E), 가마쿠라(6-7), 바뉴(7), 미네사가와강(6-7), 사카와(6-7), 아타미(7), 시모다(E), 니시나(E), 이즈오섬(E), 하치조섬(E), 미사쿠보(E), 오와리오노(e), 나고야(S), 이세(e), 우에노(e) |
| 도산도                                                            | 하치노헤(e), 히로사키(S), 오쓰치(E), 아마루메(e), 다이라(S), 나스(E), 닛코(e), 마쓰시로(E), 후쿠시마슈쿠(E), 하쿠바(e), 히다코쿠후(E), 오노(E), 시라토리(E) |
| 호쿠리쿠도                                                        | 도야마(S), 가나자와(E) |
| 난카이도                                                          | 와카야마(e) |
| S: 강한 지진(≧4), E: 대지진(≧4), M: 중지진(2-3), e: 약한 지진(≦3) | |

### 진원역 논의

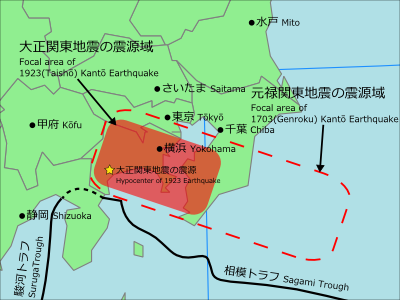
2004년 지진조사위원회가 가정한 1923년 간토 대지진(빨간 실선), 1703년 겐로쿠 지진(빨간 점선)의 추정 진원 영역.

사가미만 해역이 진원지로 포함된 1923년 간토 대지진의 단층 모델에다가 보소반도 남단이 융기한 것을 기반으로 보소 연안 지역도 전부 진원역으로 두고 있다. 또한 추정 진도 분포 분석을 통해 보소 연안의 진원지는 1996년 일어난 비지진성 단층 미끄러짐이 일어난 영역도 포함되어 있어 보소 연안의 진원지는 짧은 주기의 지진파가 방출하기 어려운 곳으로도 추정되고 있다.

### 지진 규모
규모는 M7.9-8.2로 추정되지만, 고문서 문헌 해독을 근거로 한 각지의 추정 진도 분포에 의지해야 하는 역사지진인데다가 단층 모양, 쓰나미 기록, 지각 변동 같은 간접적 증거로 유추한 단층 모델로 구한 규모이므로 이 규모는 불확실성이 크다.
가와스미 히모리 교수는 MK = 6.6으로 추정하여 대략적인 규모를 M8.2라 추정했다. 단층 모델을 통한 모멘트 규모는 Mw8.1로 추정된다. 쓰나미의 피해 및 크기를 통해 유추한 쓰나미 규모 및 모멘트 규모는 둘 다 Mt8.4, Mw8.4로 추정된다. 일본 중앙방재회의 수도직하지진 모델 검토회에서 만들어진 단층 모델에서는 Mw8.5로 가정하였다.

## 피해

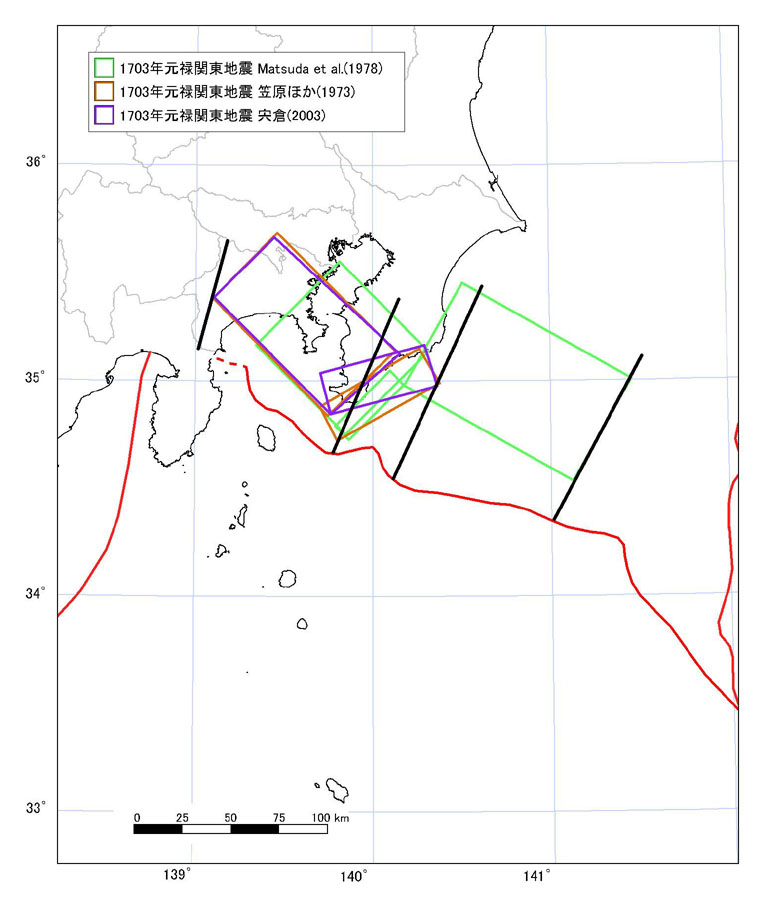
주요 학자들이 가정한 겐로쿠 대지진의 단층 모델

에도에서는 비교적 피해가 경미했지만 에도성의 성문과 위병소, 각 번의 부케야사키나 나가야, 마치야 건물 등이 붕괴하는 피해가 있었다. 히라쓰카와 시나가와 지역에서는 액상화 현상이 일어나 아침에 일어나면 땅에 오수와 흙탕물이 잔뜩 섞여 있었다는 기록이 있다. 사가미만 연안 지역과 보소반도 남부 지역의 피해가 가장 컸는데, 사가미국의 오다와라성에서는 지진 후 큰 불이 일어나 천수각이 소실되는 등의 피해를 입었으며 오다와라 영내에서만 주택 8천채가 붕괴되고 2,300명이 사망하는 등의 큰 피해가 있었다. 도카이도의 여러 슈쿠에서 큰 피해를 입었으며 특히 가와사키슈쿠에서 오다와라슈쿠 사이 지역은 가옥들이 많이 무너지는 등 큰 피해가 있었다. 겐로쿠 지진의 지진동은 하코네관을 경계로 동쪽은 강하게, 서쪽은 약하게 느꼈으며 반대로 호에이 지진때에는 하코네관을 경계로 서쪽은 강하게, 동쪽 간토 지역은 약하게 느꼈다고 기록되어 있다.
가즈사국을 비롯해 간토 전역의 12개 곳에서 화재가 일어나 대략 37,000명 이상이 이재민이 되었다. 지진 7일 뒤인 11월 29일 유하각(현대 역법으로 대략 18-19시경)에 고시카와의 미토 도쿠가와가의 나가야에 불이 나며 에도 대화재가 일어났다. 처음에는 서남쪽 혼고 방향으로 퍼지던 것이 바람의 방향이 바뀌어 서북쪽으로 바뀌어 혼조 지역까지 불에 다 타버리는 피해를 입었다. 지진 후 열약한 환경에서 일어난 2차 재해로 현대 도쿄 지역은 거의 아무것도 남지 않았다.
겐로쿠 지진으로 미우라반도 끝자락이 1.7m, 보소반도 끝자락이 3.4m 융기하였다. 또한 진원에서 멀리 떨어진 가이국 군나이 지방 고후 성 아래 지방과 시나노국 마쓰시로 지역에서도 피해가 기록되어 있다.
악만당년록에 기록된, 각 번에서 막부에게 보고한 피해 총합 결과 총 사망자 6,700명, 가옥 파괴 및 붕괴 28,000채의 피해를 기록하였다. 또한 악만당년록에 따르면 음력 11월 29일(양력 1704년 1월 6일) 간조부교인 오기와라 시게히데가 에도성의 파괴된 지역을 복구하라는 명령을 내렸다는 기록이 남아있다.

## 지각 변동
겐로쿠 지진으로 미우라반도 끝자락이 1.7m, 보소반도 끝자락이 3.4m 융기하였다. 이마무라 아키쓰네 교수는 보소반도의 후라노와 지역(현 다테야마시)은 4.7m(간토 대지진 때에는 2.0m), 노미자곶은 5.0m(간토 대지진 때에는 1.8m), 미우라반도 미사키곶은 1.6m(간토 대지진 때에는 1.4m) 융기했다고 추정했다. 또한 오이소슈쿠 지역도 2m가량 융기한 것으로 추정되어 겐로쿠 지진의 진원지가 간토 대지진 때의 진원지도 전부 포함했던 것으로 추정된다. 마쓰다 도키히로 교수는 에노섬 지역의 평균 융기량이 0.7m인것으로 추정했다.
엔포 원년인 1673년에 그려진 보소반도 남부 시라하마정의 지도를 메이지 17년인 1884년에 측량하여 그린 지형도와 비교하면 겐로쿠 지진 이전의 보소반도 해안선은 현대보다 약 500m 내륙에 있었으며, 현대 지형도와 간토 대지진 이전의 해안선을 비교하면 메이지 시대에는 보소반도 해안선이 약 100m 내륙에 있었다. 보소반도 남단의 해안단구를 보면 간토 대지진 시기 만들어진 것으로 보이는 높이 약 2m의 좁은 단구 위에 겐로쿠 지진 시기 만들어진 것으로 보이는 6m가량의 매우 넓은 단구가 있다. 또한 그 위로 가면 좁은 단구와 넓은 단구가 계속 번갈가며 보이는 등 간토 대지진과 겐로쿠 지진과 비슷한 규모의 지진이 번갈아가며 계속 일어나는 것으로 보인다.
기희공기(基煕公記)에서는 지진 후 폭풍우로 일어난 홍수를 막기 매우 어려웠다는 기록이 있는데, 이 현상은 일부 지역이 침강해서 일어난 것으로 추정되며 실제로도 간토 대지진 당시 하네다에서 후나바시에 이르는 도쿄만 북쪽이 30-60cm 정도 침강하였다.
이렇듯 간토 남쪽 지역이 융기하는 지각변동은 1923년 간토 대지진과 비슷하게 일어났으며 이는 겐로쿠 지진이 사가미 해곡에서 북아메리카판이 낮은 각도로 얹혀진 역단층형 지진이라는 것을 의미한다. 해곡 단층축은 필리핀해판이 동남-북서 방향으로 침강한 것으로 나타나며 이를 토대로 사가미만-보소반도 단층 모델을 구축하면 1923년 간토 대지진과 마찬가지로 우횡단층 성분이 도드라지게 나타나는 것을 볼 수 있다.

## 쓰나미
사가미만에서 보소반도 지역까지 쓰나미 피해를 입었으며 아타미 지역에서는 7m가량의 쓰나미가 몰려와 500호 정도 있던 마을 대부분의 집이 유실되고 10여 가구만 남았다는 기록이 있다. 또한 가마쿠라의 쓰루가오카하치만구에서는 도리(조거)까지 쓰나미가 몰려와 신사가 큰 피해를 입었으며 이토에서는 쓰나미가 강을 거슬러 가 수해피해를 입었다는 기록이 있다. 각지의 쓰나미 높이는 미우라 6-8m, 구주쿠리 근처 5m, 에도만 입구(현재의 도쿄만) 4.5m 정도이다. 에도만 내에도 쓰나미가 영향을 미쳐 혼조, 후카가와, 료코쿠에서 1.5m, 시나가와, 우라야스에서 2m, 요코하마에서 3m, 노게에서 3-4m의 쓰나미가 닥쳤으며 스미다강에 쓰나미가 거슬러 올라갔다는 기록이 있다. 구주쿠리 해변에서는 내륙 5km까지 쓰나미가 밀고 들어가 현대의 시라코정에서 1천명이, 조세이촌에서는 900명이 넘는 사망자가 발생했다.
또한 2005년 실시한 겐로쿠 단구의 시추 조사 결과 적어도 6개의 모래층이 겹친 것을 발견했다. 이 6겹의 모래층의 반복적인 층상은 점토 입자가 충분한 간격을 가지고 바닥에 쌓인 것으로 보이며 적어도 겐로쿠 지진 당시 쓰나미가 6번 밀려 왔다는 것을 의미한다고 연구팀이 말했다.
이즈반도 동해안 일부 지역은 17m의 가까운 쓰나미가 덮치기도 했다. 북쪽으로는 이와테 가마이시 지역까지, 서쪽으로는 시코쿠 도사 지역까지 쓰나미가 덮쳤다는 기록이 있다.
| 지역                        | 지역                     | 추정 쓰나미 높이 | 추정 쓰나미 높이   | 추정 쓰나미 높이 |
| 지역                        | 지역                     | 고문서의 기록 | 하토리 (1975-2006) | 쓰지 (1981-2008) |
| --------------------------- | ------------------------ | --- | ------------------ | ---------------- |
| 가마이시                    | 현 가마이시시            | "가마이 소학교 조사서"(釜石小学校調査)에서 사가미 오다와라 지방 바다에 일어난 큰 쓰나미 피해가 산리쿠 지방에도 여파를 미쳤다고 기록되어 있다.                                                                                       |                    |                  |
| 오나하마                    | 현 이와키시              | "나이토호히라번 역사서"(内藤侯平藩史料)에서 오나하마에 쓰나미가 닥쳐 키리도시가 무너졌다는 기록이 있다. |                    |                  |
| 구주쿠리 해변               | 현 지바현                | 구주쿠리 해변에 거대한 쓰나미가 덮쳐 산 아래까지 밀고 들어와 여러 어선과 가옥들을 쓸고 가버렸다는 기록이 남아 있다. | 5-6m               | 5-6m             |
| 온주쿠                      | 현 온주쿠정              | 쓰나미가 엔포 보소 해역 지진보다 두 장이나 높이 올라왔다고 기록되어 있다. 또한 (음력) 23일 밤 갑자기 육지로 거대한 파도가 몰아쳐 이즈미, 조세이, 산부 3개 군의 해안 지방은 괴멸적 타격을 입고 익사자만 수만명에 달한다고 적혀 있다. | 5-8m               |                  |
| 보소반도 노지마곶, 지쿠라초 | 현 미나미보소시          | 지쿠라 해안의 우라베, 헤고리 지방이 지진 후 거대한 쓰나미를 맞았으며 이후 바닷가가 조수로 다 끌려 들어가면서 8-9섬 길이 1리 정도 되는 영역이 다 뻘밭으로 바뀌었다고 기록되어 있다.                                                  | 8-10m              | 8-10m            |
| 후카가와                    | 현 도쿄도 고토구         | 쓰나미가 크게 몰아 쳐 3섬 정도의 영역은 거짐 다 물에 잠겼다. | 1.5m               |                  |
| 혼조                        | 현 스미다구              | 3-5척 정도의 쓰나미가 몰아쳤다. | 2m                 |                  |
| 시나가와                    | 현 시나가와구            | 시나가와 남쪽에 쓰나미가 몰아쳤으며 지진으로 시나가와와 가와사키 사이 지역에 심각한 피해를 입었다. | 2m                 |                  |
| 가와사키                    | 현 가와사키시            | | 1.5m               |                  |
| 노게                        | 현 가나가와현 요코하마시 | | 3-4m               |                  |
| 우라가                      | 현 요코스카시            | | 4.5m               |                  |
| 미우라반도                  | 현 미우라시              | 지진으로 인한 쓰나미로 모든 집이 유실되었다. | 마구치 6-8m        | 오우라 >11.6m    |
| 에노섬                      | 현 후지사와시            | |                    | 8m               |
| 오다와라                    | 현 오다와라시            | 오다와라에 10장의 쓰나미가 몰아쳤다고 기록되어 있다. |                    |                  |
| 우사미                      | 현 시즈오카현 이토시     | 성앞까지 쓰나미가 몰려 와 200여명이 쓸려가는 인명 피해가 있었으며 해안 수 개 마을을 쓸고 지나가버렸다고 기록되어 있다. |                    | 9.4m             |
| 가마타                      | 현 이토시                | 겐로쿠 시기 거대한 쓰나미로 명복을 비는 비석이 존재한다. |                    | 17.3m            |
| 시모다                      | 현 시모다시              | 대지진 이후 거대한 쓰나미로 집 490여채가 쓸러 가버렸다는 기록이 있다. |                    | 3m               |
| 니시나                      | 현 니시이즈정            | 대지진 이후 거대한 쓰나미가 일어났다는 기록이 있다. | 3m                 | 4m               |
| 도이                        | 현 이즈시                | 도이, 이토, 우사미, 아타미 지역에 하룻밤 사이 쓰나미가 밀고 가 여러 사람이 죽었다. |                    | 3m               |
| 미호                        | 현 시즈오카시            | 22일 밤 무렵 새벽에 쓰나미가 몰아 쳐 여러 가옥이 쓸려가버렸다는 기록이 있다. |                    | 2m               |
| 하마나호 입구               | 현 고사이시              | 겐로쿠 시기 갑작스럽게 지진이 일어난 후 강한 바람과 함께 쓰나미가 몰아 쳐 마을을 쓸어가버리는 재난이 일어났다. |                    | 3m               |
| 아쓰미반도 호리키리         | 현 아이치현 다하라시     | 22일 밤 경 갑작스런 쓰나미로 많은 사람들이 사망하고 어망과 어선들이 유실되었다. |                    | 2m               |
| 나고야                      | 현 나고야시              | 바다에 접해 있던 지역이 하루 새에 전부 모래 뻘밭이 되었다는 기록이 있다. |                    | 1m               |
| 오와세                      | 현 미에현 오와세시       | 게이초, 엔포, 겐로쿠 시기 여러 차례 쓰나미가 몰아 쳐서 큰 피해를 입었다는 기록이 있다. |                    | 2m               |
| 고치                        | 현 고치현 고치시         | 곳곳에서 조수 이상의 높은 파도가 몰아 쳐 땅들이 물에 잠겼다는 기록이 있다. |                    | 1m               |

이외에 이즈 제도의 하치조섬에서도 큰 쓰나미가 있었다는 기록이 있으며, 이즈오섬에서도 바다 멀리에서부터 쓰나미가 다가와선 덮쳤다는 기록이 남아있다. 기이 지역에서도 음력 23일 오전 10시 경 갑작스럽게 쓰나미가 해안가 마을 안쪽까지 몰아쳤다는 기록이 남아 있다.
도사 지역에서도 안세이 난카이 지진의 기록이 적힌 "대변기"(大変記)에서 겐로쿠 지진이 일어난 시기 때에도 이상하게 조수가 매우 심하게 출렁거리고 파도가 불안해진 시기가 있었다고 기록되어 있다.

## 같이 보기
- 호에이 지진
- 가마쿠라 대지진
- 사가미 해곡

## 참고 문헌
- 伊藤和明『地震と噴火の日本史』
- 今田洋三「江戸の災害情報」『江戸町人の研究』
- 震災予防調査会編, 편집. (1904). 《大日本地震史料 上巻》. 丸善. pp.281-307 国立国会図書館サーチ
- 武者金吉, 편집. (1943). 《大日本地震史料 増訂 第二巻 自元祿七年至天明三年》. 文部省震災予防評議会. pp.35-74 国立国会図書館サーチ
- 東京大学地震研究所, 편집. (1982). 《新収 日本地震史料 第二巻 自慶長元年至元禄十六年》. 日本電気協会.
- 東京大学地震研究所, 편집. (1982). 《新収 日本地震史料 第二巻 別巻 元禄十六年十一月二十三日》. 日本電気協会. pp.1-290 - 元禄地震に関する新収古記録原典の集成
- 東京大学地震研究所, 편집. (1989). 《新収 日本地震史料 補遺 別巻》. 日本電気協会. pp.1-141
- 東京大学地震研究所, 편집. (1994). 《新収 日本地震史料 続補遺 別巻》. 日本電気協会. pp.1-27
- 宇佐美龍夫 (1999년 3월). 《日本の歴史地震史料 拾遺別巻》. 東京大学地震研究所. pp.1-42
- 宇佐美龍夫 (2002년 3월). 《日本の歴史地震史料 拾遺二》. 東京大学地震研究所. pp.84-85
- 宇佐美龍夫 (2005년 3월). 《日本の歴史地震史料 拾遺三》. 東京大学地震研究所. pp.99-135
- 宇佐美龍夫 (2008년 6월). 《日本の歴史地震史料 拾遺四ノ上》. 東京大学地震研究所. pp.62-84
- 宇佐美龍夫 (2012년 6월). 《日本の歴史地震史料 拾遺五ノ上》. 東京大学地震研究所. pp.46-100